# Cadastre de Bertier de Sauvigny
Vous lisez un « bon article » labellisé en 2022.

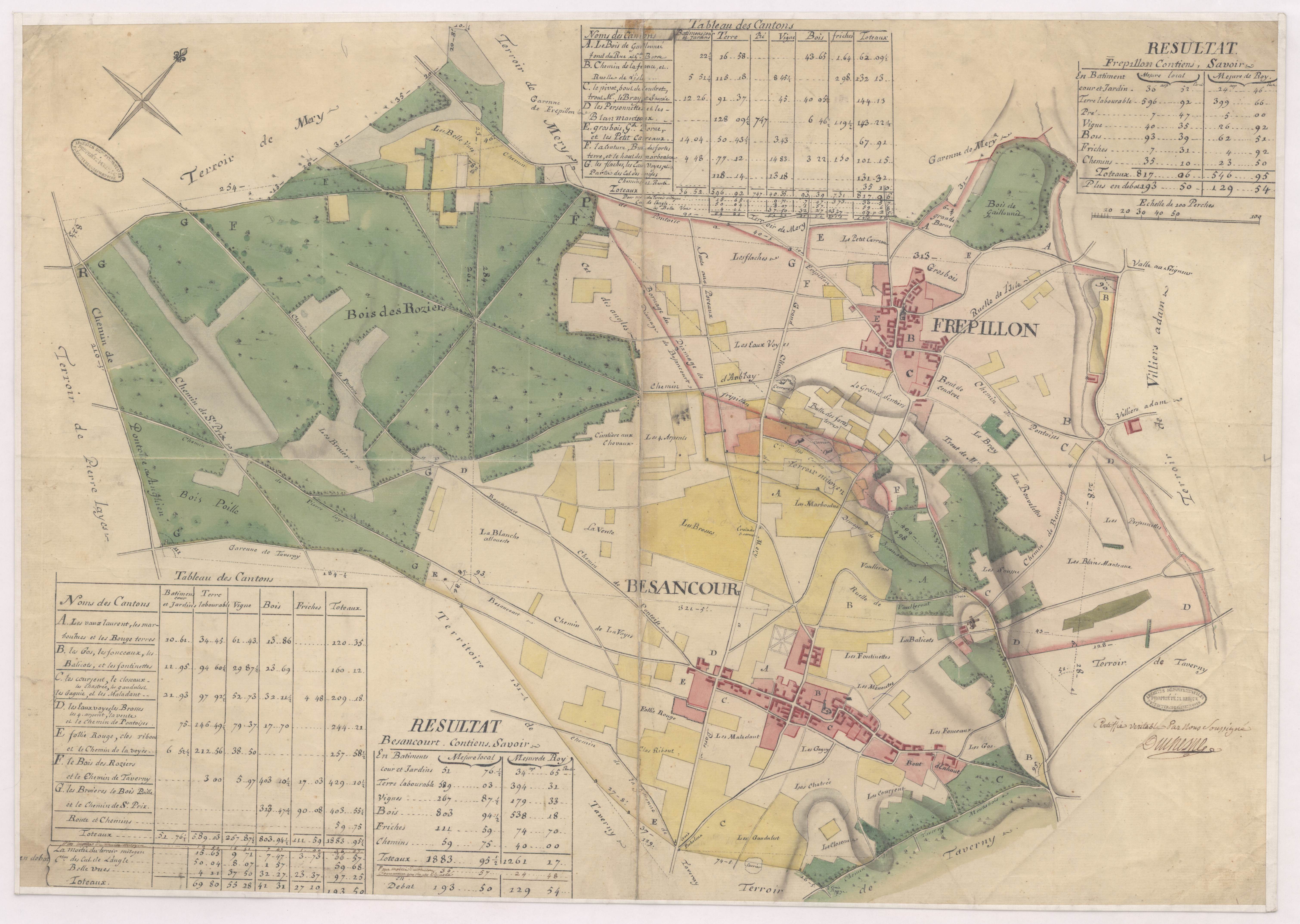
Cadastre de Bertier de Sauvigny. Plan d'intendance de Bessancourt et Frépillon (act. Val-d'Oise), 1783,, arpenteur : Denis Duchesne, archives départementales du Val-d'Oise.

Le cadastre de Bertier de Sauvigny est une série de plans des paroisses de la généralité de Paris levés de 1776 à 1791, qu'on appelle souvent plans d'intendance. L'intendant de Paris Bertier de Sauvigny cherche ainsi à répartir plus équitablement l'impôt, en évaluant les revenus globaux de chaque paroisse. Ce cadastre n'est pas encore dressé par parcelles mais par grandes masses de cultures à l'intérieur de chaque paroisse, parce que celle-ci est l'échelon géographique de répartition de la taille, en pays de taille personnelle, ce choix étant également plus rapide et devant rencontrer moins d'opposition.
Le travail d'arpentage est réalisé paroisse par paroisse par des arpenteurs professionnels, souvent locaux. Le travail est contrôlé par les subdélégués de l'intendant. Les arpenteurs sont de petits titulaires d'un office, d'une valeur relativement faible, qui travaillent souvent en famille et dont la formation est essentiellement pratique et empirique. Ils sont coordonnés par Pierre Dubray, ingénieur géographe de l'intendant et arpenteur lui-même.
L'arpenteur reconnaît les limites de la paroisse à arpenter. Ensuite, il mesure les surfaces par grandes masses de cultures, par triangulation, grâce essentiellement à la chaîne d'arpenteur, à l'équerre et en utilisant pour ses calculs le théorème de Pythagore. Les mesures sont exprimées en unités locales et en arpents du roi. Elles sont consignées dans un procès-verbal, qui sert à lever un plan. Le tout est envoyé à l'intendant et l'arpenteur est payé si le travail est jugé bien fait. Il outrepasse souvent le délai imparti d'un mois. Au total, le projet est mené à bien en 15 ans mais l'essentiel du travail est effectué de 1783 à 1788. Il soulève peu d'opposition.
Ce cadastre inspire probablement le premier cadastre napoléonien, également dressé par masses de cultures. Certains résultats chiffrés sont recopiés d'un cadastre à l'autre. Des comparaisons de surfaces montrent l'exactitude des mesures du cadastre de Bertier de Sauvigny.
Aujourd'hui, les relevés d'arpentage et les plans de ce cadastre sont conservés dans les dépôts des archives départementales, sous le nom de plans d'intendance, et sont parfois accessibles en ligne. Ils constituent des sources historiques de premier ordre, mobilisées pour des études portant sur des aspects très divers.

## La nécessité d'un cadastre

### Des préoccupations fiscales
Le cadastre de Bertier de Sauvigny a été réalisé de 1776 à 1791, sous l'autorité de l'intendant de la généralité de Paris, Louis Bénigne Bertier de Sauvigny. Il s'agit d'une enquête sur le paysage de la généralité de Paris menée dans le cadre d'une réforme fiscale, la tarification de la taille, poursuivie par les intendants de Paris successifs, Louis Jean Bertier de Sauvigny puis son fils Louis Bénigne Bertier de Sauvigny. Ce dernier, par la réalisation de ce cadastre, cherche à mieux connaître les potentialités agricoles de chaque paroisse pour obtenir un meilleur rendement de l'impôt en le répartissant équitablement.
Il répond aussi à une préoccupation d'inventaire territorial qui se répand alors dans l'appareil administratif monarchique. Dans le même temps, progresse dans la société l'idée de l'adéquation de la justesse mathématique et de la justice fiscale. Ce projet fait partie de l'élan de modernisation que connaît l'Ancien Régime dans la seconde moitié du XVIIIe siècle, période pendant laquelle différentes réformes administratives et fiscales sont tentées, souvent avec peu de succès. Bertier de Sauvigny aboutit à des résultats concrets : l'établissement de la valeur moyenne de la terre dans chaque paroisse et un taux d'imposition théorique de chaque ferme.

### Un cadastre par masses de cultures
Le cadastre établi sous son autorité ne représente pas les parcelles, mais reprend un arpentage par masses de cultures (vignes, champs, pâturages, etc.) pour la paroisse entière, charge à elle de répartir ensuite équitablement l'impôt entre ses habitants. En pays de taille personnelle, c'est-à-dire d'impôt sur le revenu des personnes, cela suffit. Un cadastre parcellaire n'apparaît nécessaire qu'en pays de taille réelle, où sont taxées les propriétés et non les revenus, comme en Haute-Guyenne, dans la généralité de Limoges ou en Auvergne ou plus au sud en Languedoc, où sont élaborés les compoix,. En pays de taille personnelle, la population est très méfiante face aux tentatives d'établissement d'un cadastre parcellaire, vues comme un moyen d'augmenter la charge fiscale. Ainsi, le contrôleur général des finances Henri Bertin échoue dans cette tâche en 1763,,. Le cadastre de Bertier de Sauvigny soulève moins d'opposition.
Bertier de Sauvigny a d'autant moins de raisons d'entreprendre un cadastre parcellaire que la cour des aides, en 1768, réaffirme que le pouvoir royal ne peut se mêler de la répartition de la taille dans les paroisses. De plus, quand il prend la suite de son père Louis Jean Bertier de Sauvigny comme intendant de Paris, celui-ci a déjà limité la marge de manœuvre des collecteurs paroissiaux de la taille par une série de tarifs. Enfin, un cadastre par masses de cultures est beaucoup plus rapide à lever qu'un cadastre parcellaire.
Au début de son administration, Bertier de Sauvigny se contente d'ordonner des arpentages quand il constate des anomalies. Ce n'est que progressivement que l'entreprise de levée du cadastre est systématisée.

## Les hommes du cadastre
Pour réaliser son cadastre, Bertier de Sauvigny s'appuie sur les subdélégués et les arpenteurs.

### Les subdélégués
La généralité de Paris est divisée trente-quatre élections et subdélégations, avec chacune à leur tête un subdélégué, qui seconde et représente l'intendant. C'est bien plus que dans les autres généralités du royaume. Le subdélégué est choisi par l'intendant. Il est rémunéré par des gratifications de l'intendant, des honoraires et des offices de judicature ou municipaux. Il est souvent stable et succède parfois à son père dans sa fonction. Il est secondé par un greffier et, comme l'intendant, accomplit des tâches touchant des domaines variés : justice, police, voirie, finances.
En ce qui concerne l'établissement du cadastre, le subdélégué organise l'arpentage dans les paroisses et participe au tableau de classement de celles-ci. Il contrôle administrativement le travail d'arpentage, visant les procès-verbaux et les plans et rendant compte à l'ingénieur géographe en chef, Pierre Dubray, de la qualité du travail des arpenteurs. Ces derniers font l'essentiel du travail de terrain.

### Les arpenteurs
Les arpenteurs soumettent leur projet d'arpentage à l'ingénieur géographe de l'intendant, Dubray, puis à l'intendant lui-même. S'ils sont agréés, ils reçoivent une commission pour arpenter une liste précise de paroisses. Pierre Dubray coordonne ainsi l'ensemble des opérations d'arpentage. Il choisit 82 arpenteurs, dont des membres de son entourage : son fils Guillaume, Lucien (qui est peut-être son frère), son voisin Denis Duchesne, ses apprentis Antoine Schmid et Pierre Villeneuve. Les autres arpenteurs sont issus de toute la généralité et arpentent en général des paroisses proches de chez eux.

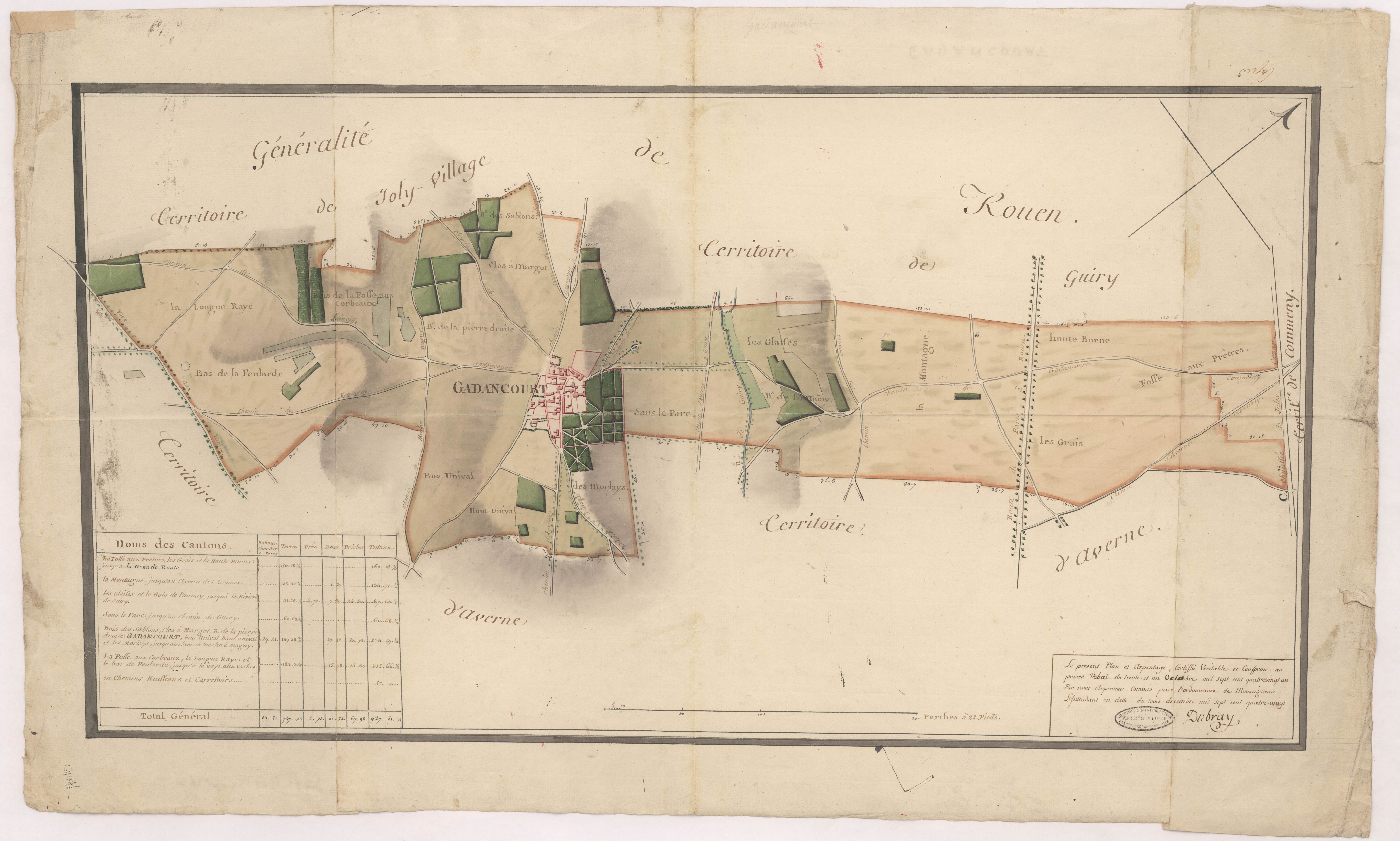
Cadastre de Bertier de Sauvigny. Plan d'intendance de Gadancourt (Avernes, Val-d'Oise). Arpenteur : Pierre Dubray. 1781,, archives départementales du Val-d'Oise.

Ils sont titulaires d'un office d'arpentage. C'est une profession jugée sensible puisqu'elle touche à la propriété de la terre. Ce sont donc des officiers et certains sont également notaires. Il s'agit toutefois d'offices de faible valeur, de 100 livres au début du XVIIIe siècle à environ 500 livres en 1772. Cette charge permet certains privilèges, comme l'exemption de gabelle, de milice et de collecte de taille. Les arpenteurs ne sont pas les plus riches des ruraux mais ont une certaine aisance financière, qui leur permet de supporter les coûts des opérations d'arpentage puisqu'ils ne sont rémunérés qu'une fois la tâche terminée. Pierre Dubray, dont les compétences professionnelles sont reconnues et qui joue un rôle important dans l'ensemble de l'opération, ne possède à sa mort en 1784 qu'une fortune de 3 000 livres, son office d'arpenteur et de notaire royal, d'une valeur de 1 500 livres, ayant déjà été cédé à son fils Guillaume. Le niveau de richesse de celui-ci, loin d'être négligeable, reste cependant bien inférieur à celui des riches fermiers laboureurs du Bassin parisien.
Les arpenteurs n'appartiennent pas au même milieu social et culturel que les ingénieurs et topographes du roi, qui participent à l'établissement des cartes comme celle de Cassini et fréquentent les sociétés savantes. Les arpenteurs sont plus des hommes de terrain, formés de manière empirique par l'apprentissage, souvent familial, comme les Dubray. Toutefois, ils ont aussi  une certaine culture livresque et possèdent des volumes de géométrie et de méthodes de mesure.

## Élaborer le cadastre

### Mesurer les surfaces
Conformément à sa commission, l'arpenteur doit mesurer les masses de cultures à l'intérieur de chaque paroisse. Il faut d'abord en établir les limites. Les paroisses ecclésiastiques et les paroisses fiscales coïncident généralement à la campagne, mais les petites villes, qui constituent une seule collecte fiscale, sont souvent divisées en paroisses ecclésiastiques, alors qu'il peut arriver qu'un hameau soit érigé en collecte fiscale. C'est clairement cette dernière qui est la circonscription utilisée.
Une fois les limites connues, l'arpenteur mesure chaque nature de terrain, les bois, les labours, les prés, etc. et l'indique sur un procès-verbal, en s'exprimant à la fois dans l'unité de mesure du lieu et en mesure du roi, c'est-à-dire un arpent de 22 pieds par perche et 100 perches carrées par arpent (51,07 ares). Ces procès-verbaux sont portés sur des cahiers de format identique.

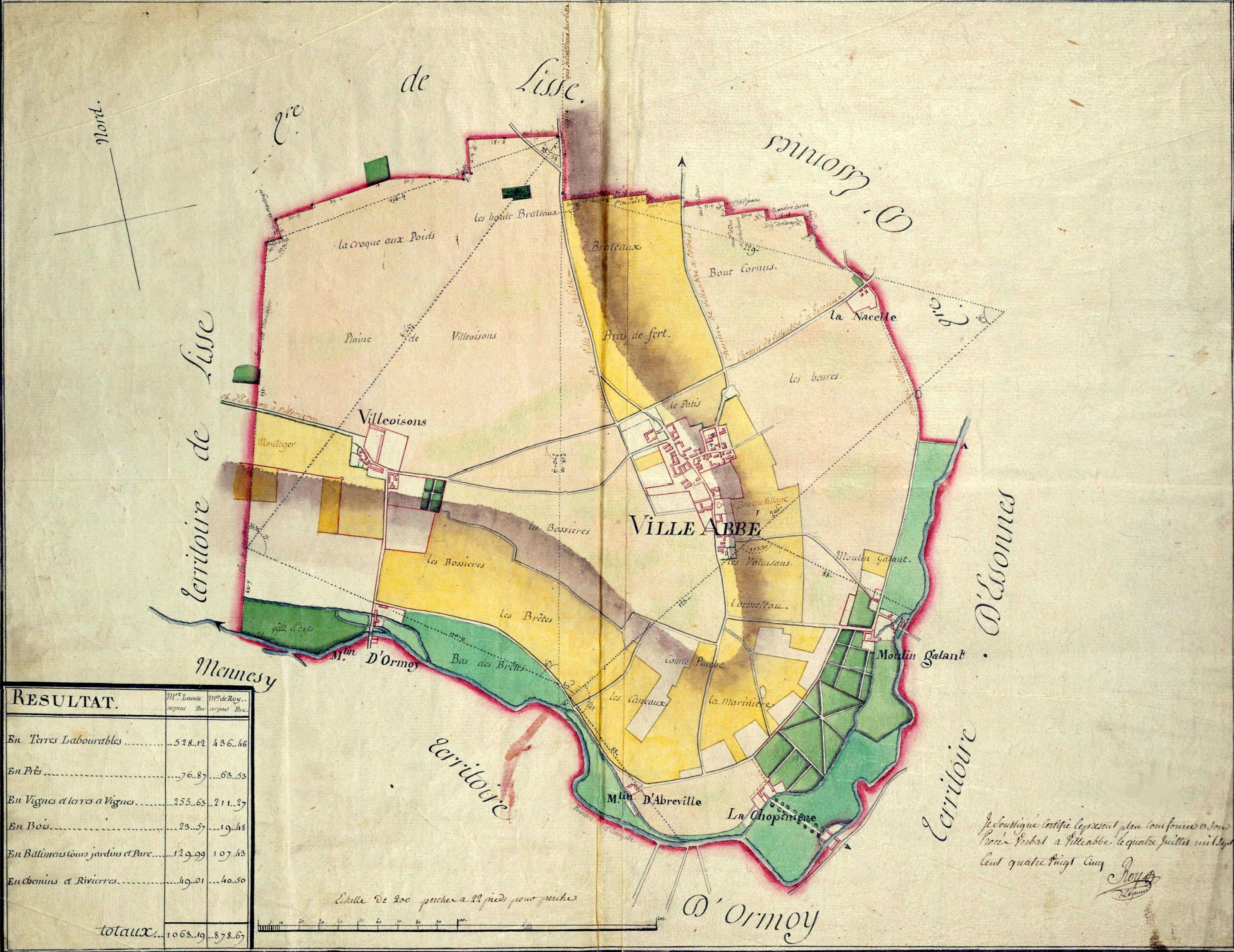
Cadastre de Bertier de Sauvigny. Plan d'intendance de Villabé (act : Essonne), arpenteur : Roy le jeune, 1785,, archives départementales de l'Essonne.

Les difficultés métrologiques ne sont pas négligeables. En effet, si les surfaces sont presque toujours exprimées en arpents, la valeur de celui-ci varie considérablement. L'arpent du roi (51,07 ares) est utilisé dans un peu plus d'un tiers des paroisses, l'arpent commun (42,2 ares) se retrouve dans un tiers d'entre elles et l'arpent de Paris (34,18 ares) dans environ 10 %. Au total, le mot arpent désigne cinquante unités de surface différentes, allant de 30,64 ares à 51,07 ares. Le nombre de perches carrées par arpent varie de 64 à 100. La longueur de la perche va de 18 pieds 11 pouces à 25 pieds soit de 5,84 m à 8,12 m.
Les techniques d'arpentage sont assez simples. Il s'agit de la triangulation, menée avec une chaîne ou une corde et une équerre. L'arpenteur mesure les côtés de la parcelle et calcule ensuite sa surface selon la forme de la parcelle. Pour repérer un angle droit susceptible de lui servir de base, il utilise une équerre, qu'on appelle aussi croix d'arpenteur ou bâton d'arpenteur. Le cadastre de Bertier de Sauvigny ne levant que les grandes masses de cultures, les surfaces à mesurer sont considérables et nécessitent l'utilisation du théorème de Pythagore, qui dispense d'aller mesurer sur le terrain le troisième côté. On ne sait pas quelles sont les instructions de l'intendant pour tenir compte du relief.
La mesure des distances se fait plutôt avec une chaîne qu'une corde, qui rétrécit quand elle est mouillée. Comme la chaîne est lourde, l'arpenteur emploie un porte-chaîne. Il existe aussi un appareil plus sophistiqué, l'odomètre. Pour mesurer les angles, d'autres instruments sont apparus : la planchette qui porte une alidade, le graphomètre, le théodolite ou le quart de cercle. Toutefois, il est probable que les arpenteurs du cadastre de Bertier de Sauvigny ne possèdent pas ces outils.

### Lever le plan
Ensuite, l'arpenteur lève un plan de la paroisse mesurée. Ce plan n'est pas directement indispensable au but poursuivi, la répartition de l'impôt, d'autant plus qu'ils n'est pas parcellaire. En fait, le plan est à la fois un outil de vérification du procès-verbal et la manifestation d'une volonté de maîtriser, voir et représenter l'espace, typique de la France des Lumières. L'échelle utilisée est d'environ 1/6 000, proche de celle qui sera choisie pour le cadastre napoléonien par masses de culture, 1/5 000. Ces plans comportent les noms des paroisses limitrophes, le sens d'écoulement des cours d'eau et les points cardinaux, le nord n'étant pas forcément en haut de la feuille. Les couleurs sont portées au lavis et identiques pour tous les plans : les bois en vert foncé, les prés en vert tendre, les vignes en jaune, les labours couleur de terre pâle, les bâtiments en carmin, les cours d'eau en bleu.

Cadastre de Bertier de Sauvigny. Plans d'intendance de Cormeilles-en-Parisis sans couleur et colorié. 1785. Arpenteur : Antoine Schmid.
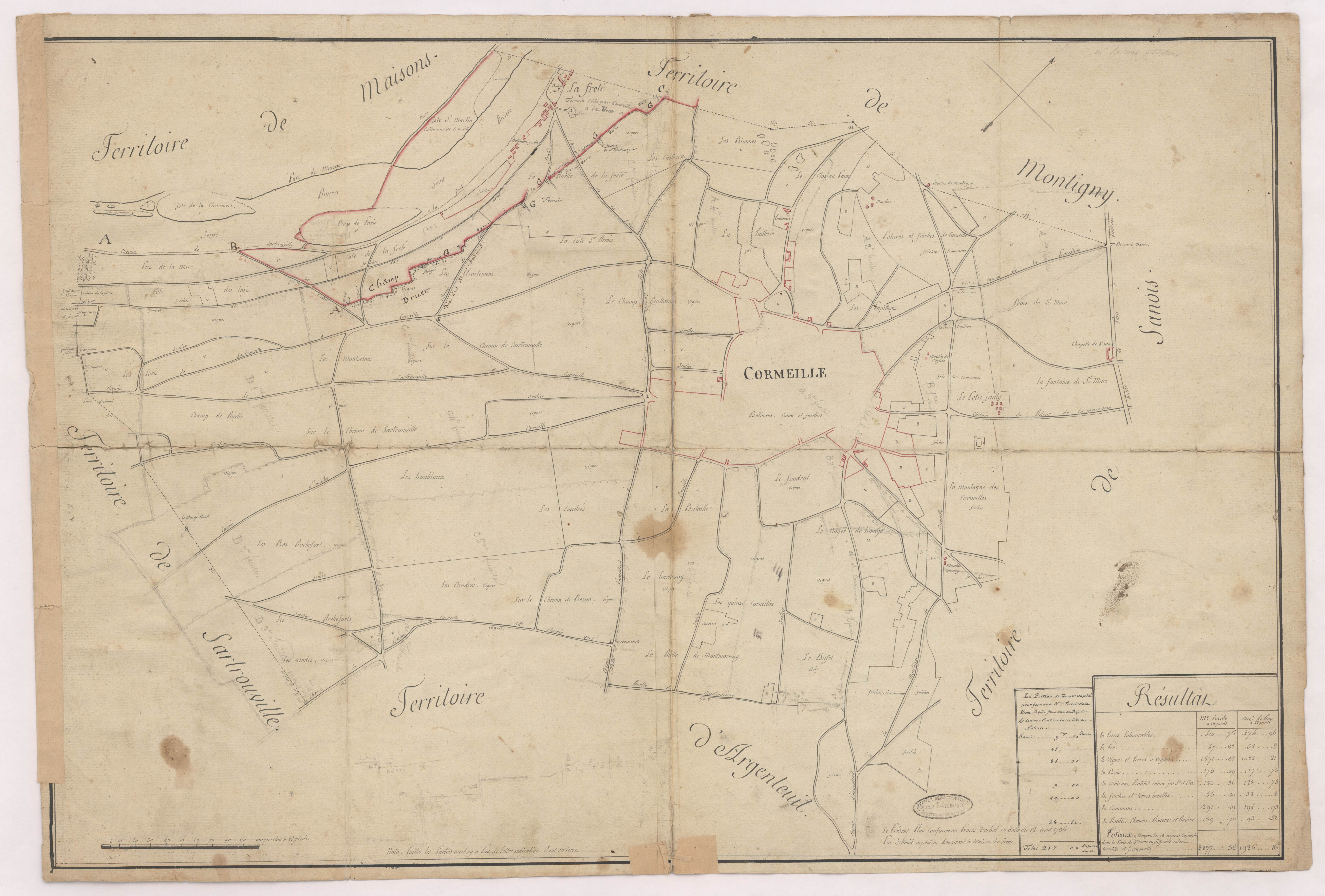
85 × 63 cm. Archives dép. du Val-d'Oise.
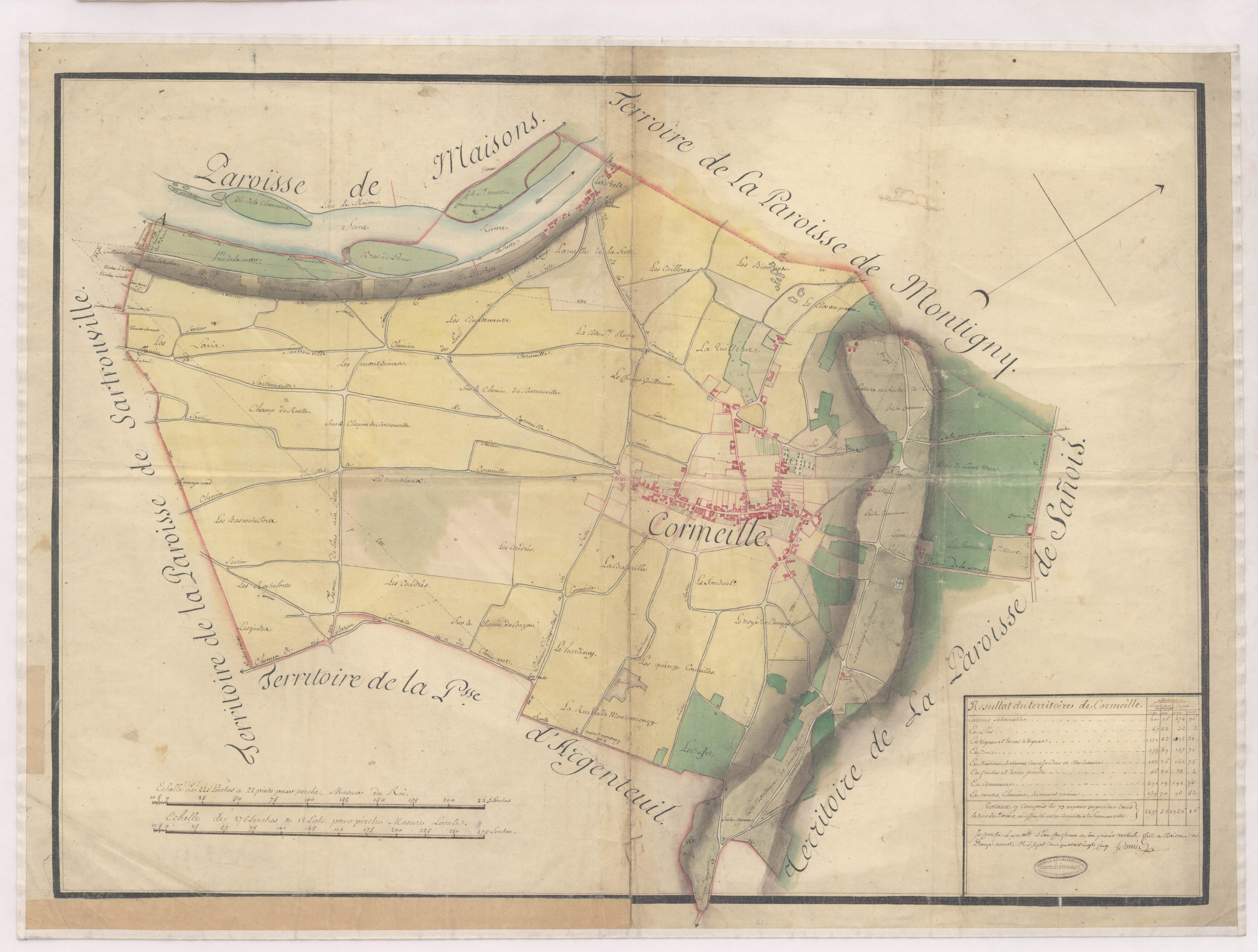
79,5 × 54 cm. Archives dép. du Val-d'Oise.

Les arpenteurs sont payés après réception du plan et des procès-verbaux, vérifiés et éventuellement rectifiés. Les frais d'arpentage, réglés par le receveur des tailles de chaque élection à l'arpenteur, sont ensuite comptés à la charge  des paroisses. Le tarif est de trois sols l'arpent du roi, sans défraiement pour les déplacements, réduits puisque les arpenteurs habitent souvent à faible distance. Les indicateurs locaux des limites sont également rémunérés.

### Un effort de15 ans
À la mort de Bertier de Sauvigny, tué au début de la Révolution le 22 juillet 1789, le cadastre est presque terminé et le sera deux ans plus tard. Le travail aura duré quinze ans. Les documents actuellement conservés, plans et procès-verbaux, couvrent 95 % des collectes. Certains espaces ne sont pas concernés, parce qu'ils sont exemptés de taille : les villes de Paris, Versailles et Poissy et les grandes forêts, celles de Saint-Germain-en-Laye, Meudon et Compiègne.
L'établissement de ce cadastre a dû coûter environ un demi-million de livres,. L'essentiel du travail est effectué de 1783 à 1788, au rythme de 200 paroisses arpentées par an, sans logique d'ensemble dans la chronologie, sauf pour les marges de la généralité qui sont arpentées en dernier. La plupart du temps, la tâche est terminée dans l'année qui suit l'ordonnance de l'intendant. Les arpentages ont surtout lieu au printemps, en avril-mai, la seconde saison favorable étant l'automne.

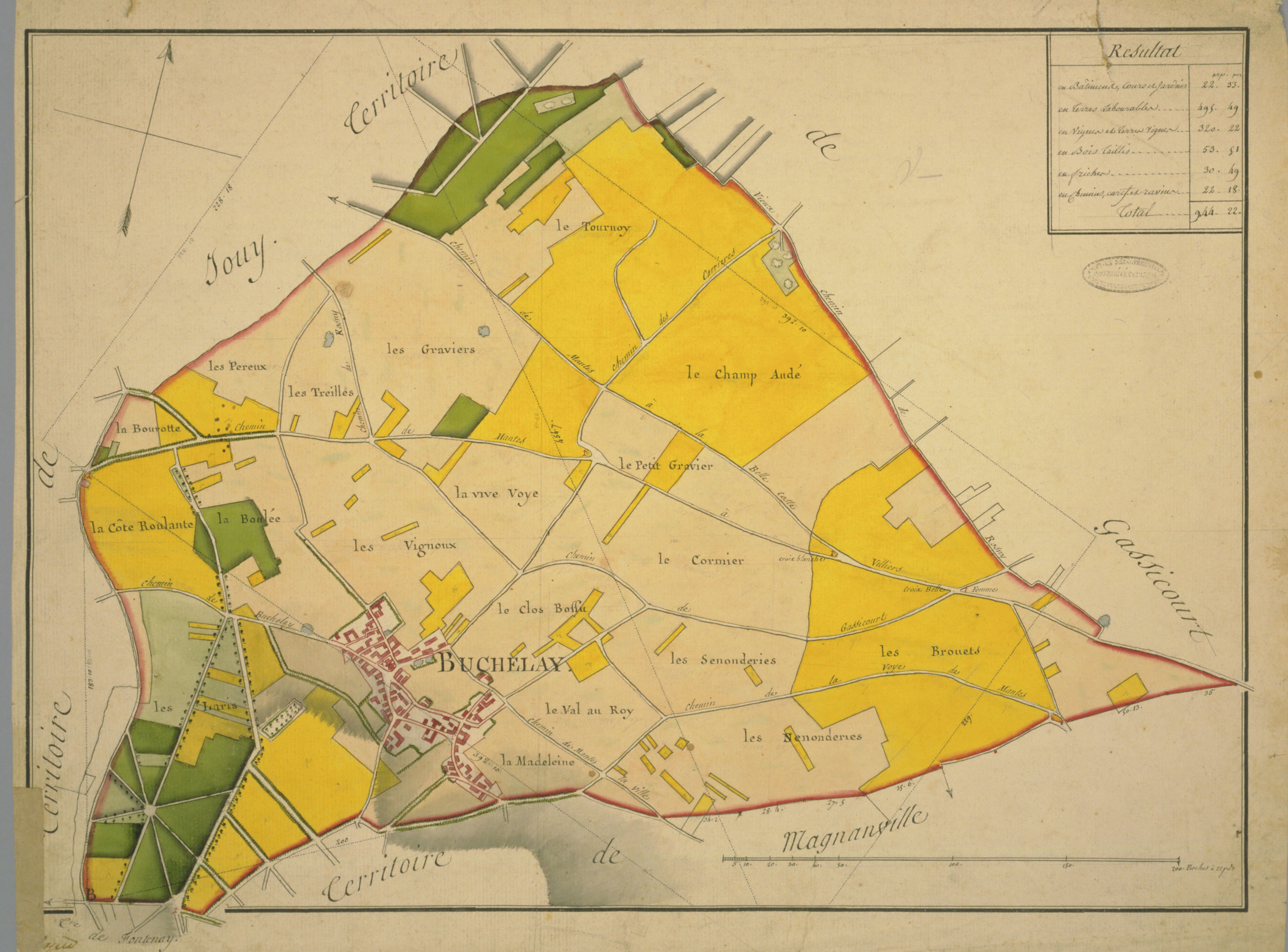
Cadastre de Bertier de Sauvigny. Plan d'intendance de Buchelay, (act. : Yvelines). Arpenteur : Guillaume Dubray. 1785, archives départementales des Yvelines.

Dans la majorité des cas, l'arpenteur ne respecte pas le délai d'un mois qui lui est normalement imparti pour rendre le procès-verbal et le plan. Il lui faut en moyenne trois mois par paroisse pour toutes les opérations à effectuer. Pierre Dubray lui-même ne tient pas toujours le délai, alors qu'il l'a lui-même fixé. Les plus ponctuels sont Jean-Nicolas Devert, installé à Rivecourt, qui arpente le plus grand nombre de paroisses, 152, et Jean-Louis Droit, de Montereau-Fault-Yonne. Louis-François Durelle, demeurant à Brienon-l'Archevêque, arpente la surface la plus étendue, près de 150 000 ha, mais va plus lentement. Pierre Dubray se rend vite compte que la qualité du travail varie selon l'arpenteur et il érige Devert en modèle tandis qu'il critique et fait refaire le travail d'autres, comme Pierre-Georges Doderlain.
Exceptionnellement, il faut reprendre complètement la démarche. Le chevalier Closquinet de La Roche, arpenteur, empêtré dans des rivalités locales, ne rend aucun plan au bout de plus d'un an. En décembre 1784, il se voit retirer la commission que lui a confiée l'intendant en 1783 et un autre arpenteur le remplace. Les arpenteurs sont suivis de près par les subdélégués.
Dans 98 % des cas, les habitants accueillent bien l'arpenteur, qu'ils connaissent souvent, et ne s'opposent pas à l'arpentage, qui ne les implique pas personnellement puisqu'il est réalisé par masses de cultures et non par parcelles. Les contestations, 2 % de l'ensemble seulement, portent soit sur les mesures elles-mêmes, soit sur la pertinence de la réforme fiscale qui est à l'origine de la confection du cadastre.

## Du cadastre à la source historique

### D'un cadastre à l'autre
Avant qu'il soit décidé de créer un cadastre parcellaire, le premier cadastre napoléonien est d'abord dressé par masses de cultures, Cette première entreprise cadastrale à l'échelle de la France semble s'être inspirée de l'expérience du cadastre de Bertier de Sauvigny dans la généralité de Paris.
Les premiers arpentages du nouveau cadastre par masses de cultures décidé par Bonaparte sont réalisés une dizaine d'années seulement après les derniers du cadastre de Bertier de Sauvigny, parfois par les mêmes arpenteurs. La tentation de reprendre les mesures du premier cadastre au lieu d'aller effectuer des relevés sur le terrain est donc grande. C'est pourquoi le directeur des contributions directes de Seine-et-Marne, par exemple, fait enfermer les plans du cadastre de Bertier de Sauvigny. Toutefois, il est manifeste que certains résultats chiffrés sont recopiés d'un cadastre à l'autre.
L'exactitude des plans d'intendance du cadastre de Bertier de Sauvigny est à souligner. Les comparaisons avec le premier cadastre napoléonien par masses de cultures font apparaître des écarts de surface d'environ 10 %, ce qui est peu. On peut néanmoins incriminer ici le biais de la copie. Or, pour certaines communes qui ont conservé les mêmes limites, les superficies communales indiquées sur le relevé de 1829 du cadastre parcellaire sont les mêmes, à l'hectare près, que celles du cadastre de Bertier de Sauvigny converties.

### Des sources précieuses
Aujourd'hui, les procès-verbaux d'arpentage et les plans (appelés plans d'intendance) dressés pour le cadastre de Bertier de Sauvigny sont conservés dans les dépôts des archives des départements :
- de l'Aube ;
- de la Côte-d'Or ;
- de l'Eure-et-Loir ;
- de la Nièvre ;
- de l'Oise (plans accessibles en ligne) ;
- de la Seine-et-Marne (plans accessibles en ligne) ;
- des Yvelines (plans accessibles en ligne)[11],[12] ;
- de l'Yonne ;
- de l'Essonne (plans accessibles en ligne) ;
- des Hauts-de-Seine ;
- la Seine-Saint-Denis ;
- du Val-de-Marne ;
- du Val-d'Oise (plans accessibles en ligne).

Ce sont des sources utilisées dans des études historiques variées, à différentes échelles, locales ou régionales. Procès-verbaux d'arpentage et plans d'intendance permettent de reconstituer les paysages et les activités agricoles en général, ou d'en étudier certaines en particulier,. Ils sont aussi mobilisés pour étudier la transmission des terres, les châteaux et leurs communs, décrire les réseaux routiers, ou l'hydrographie, contextualiser des fouilles archéologiques, , etc..